# Sebeka
Sebeka è una città degli Stati Uniti d'America, situata in Minnesota, nella contea di Wadena.